# Eduard Zimmer
Eduard Zimmer (* 19. Februar 1888 in Vaihingen an der Enz; † 3. März 1972 ebenda) war ein württembergischer Landrat.

## Leben
Zimmer, Sohn eines Gymnasialprofessors und evangelischer Konfession, studierte von 1906 bis 1910 Rechtswissenschaften in Tübingen, Berlin und Leipzig. Er war seit 1906 Mitglied der Studentenverbindung Tübinger Königsgesellschaft Roigel. Er legte 1911 die erste und 1919 die zweite höhere Dienstprüfung ab. 
1919 trat er in die württembergischen Justizverwaltung ein und 1927 trat zur Innenverwaltung über. Von 1930 bis 1933 leitete er als Landrat das Oberamt Öhringen. Ab dem 7. April 1933 wurde er im Polizeipräsidium Stuttgart als Leiter der politischen Polizei verwendet. Ab dem 23. Mai 1933 war er dort Vorstand der Präsidialabteilung und der Stellvertreter des Polizeipräsidenten. 1933 wurde er Oberregierungsrat. 1939 wurde er zum Wirtschaftsministerium abgeordnet als Abteilungsleiter Wehrwirtschaft und stellvertretender Leiter der Wehrwirtschaftsstelle. 1942 wurde er Ministerialrat beim Wehrwirtschaftsbezirk V und planmäßig Leiter des Landwirtschaftsamts.
1951 wurde er Angestellter im württembergisch-badischen Wirtschaftsministerium.
Er war seit 1933 Mitglied der NSDAP.